# Selenophon Licht- und Tonbildgesellschaft
Die Selenophon Licht- und Tonbildgesellschaft war ein 1929 gegründeter österreichischer Hersteller von Tonfilmaufnahme- und -abspielgeräten sowie eine Filmgesellschaft mit Sitz in Wien. Nachdem die Weltmarktführer bei Tonfilmapparaten, Western Electric und Küchenmeister-Tobis-Klangfilm, im „Pariser Tonfilmfrieden“ 1930 den Weltmarkt untereinander aufgeteilt hatten, konnte die staatlich unterstützte Selenophon nur aufgrund eines Sonderabkommens zumindest in Österreich weiter tätig sein. Nach dem Anschluss Österreichs an Deutschland 1938 wurde das Unternehmen von den Nationalsozialisten aufgelöst, die Patenteinhaber enteignet.

## Geschichte
Gründer des Unternehmens und Erfinder des Selenophon-Verfahrens waren der Physiker Hans Thirring und der damalige Generaldirektor der Radio Verkehrs AG (RAVAG) und Vorstand des Weltfunkverbandes Oskar Czeija. Dieser war es auch, der für die Herstellung des Kopierpapieres sorgte, und zu diesem Zwecke mehrere Patente anmeldete und die Czeija-KG-Azophor-Lichtpauspapiere gründete. Das Unternehmen sorgte ab dem Sommer 1929 für die erste eigenständige Tonfilmherstellung in Österreich. Seither wurden Apparaturen zur Tonfilmherstellung sowie zur -abspielung verkauft.
Die Selenophon-Licht- und Tonbildgesellschaft meldete in den folgenden Jahren eine Reihe weiterer Patente zur Tonfilmerzeugung und -wiedergabe an. Darunter Erfindungen mit den Bezeichnungen „Tonfilmband-Verfahren und Einrichtung zu seiner Aufnahme“, „Vorrichtung zur photographischen Aufzeichnung von Wechselströmen“, „Prüfvorrichtung an Aufnahmeapparaten von Tonfilmen“, „Anordnung zur ununterbrochenen Wiedergabe von mehreren auf Bändern nebeneinander hinlaufenden Tonaufzeichnungen“ und „Vorrichtung zur Aufnahme und Wiedergabe von Tonfilmen“.
Von 1931 bis 1933 erschien eine internationale Wochenschau, die von der „Selenophon-Licht- und Tonbildgesellschaft“ mit Gustav Mayer von der Firma „Hugo Engel“ in Koproduktion hergestellt wurde. Diese musste sich gegen starke ausländische Konkurrenz durchsetzen. Das änderte sich jedoch 1933 mit Beginn des Österreichischen Ständestaats als Bundeskanzler Engelbert Dollfuß die Wochenschau „Österreich in Bild und Ton“ ins Leben rufen ließ. Dieses austrofaschistische Propagandainstrument hatte die Selenophon herzustellen und musste österreichweit im Kinovorprogramm laufen.
Obwohl sich die beiden Weltmarktführer und Konkurrenten am Tonfilmmarkt, Western Electric und Küchenmeister-Tobis-Klangfilm, im Jahr 1930 im „Pariser Tonfilmfrieden“ auf eine Aufteilung des Weltmarkts untereinander sowie ein rigoroses Vorgehen gegen unlauteren Wettbewerb und Patentverletzungen geeinigt hatten, stellte die Selenophon bis 1932 auch Spielfilme her. Damit riskierte sie Lizenzklagen, da die meisten Kinos mit Geräten der beiden Platzhirsche ausgestattet waren, und diese nur akzeptierten, dass Filme auch mit den Tonverfahren derselben Unternehmen hergestellt werden. Am 20. Juni 1932 konnte die Selenophon jedoch ein Abkommen mit der Küchenmeister-Tobis-Klangfilm schließen, nicht zuletzt wohl auch aufgrund der guten Kontakte zur österreichischen Politik. Bis zum Anschluss an Deutschland erhielt die Selenophon auch Förderungen von den jeweiligen österreichischen Regierungen.
Das Abkommen mit Küchenmeister-Tobis-Klangfilm sah auch eine Miteinbeziehung in den Pariser Tonfilmfrieden vor, womit die Patente und Lizenzrechte der Selenophon weltweit geschützt waren. Zudem wurde die Aufteilung des österreichischen Markts geregelt: „Abendfüllende Spielfilme werden in Österreich von der Gruppe Tobis-Klangfilm erzeugt. Selenophon hat das Recht zur unbeschränkten Erzeugung von abendfüllenden Spielfilmen in Eigenproduktion und zur Erzeugung von drei abendfüllenden Auftragsspielfilmen pro Jahr. Unbeschränkte Herstellung steht beiden Gruppen auf dem Gebiet des Kulturfilms zu. Hingegen werden in Hinkunft Kurzfilme jeder Art, Nachsynchronisationen von Kurzfilmen, Nachsynchronisationen von stummen Filmen beliebiger Länge, Lehr-, Reklame- und Propaganda Filme in Österreich ausschließlich auf Apparaturen der Selenophongesellschaft gedreht.“
Die Selenophon hatte sich somit den österreichischen Tonfilmmarkt gemeinsam mit der Tobis-Sascha-Film, einer Tochtergesellschaft der Küchenmeister-Tobis-Klangfilm, aufgeteilt. Das Unternehmen fand sein Ende als es im März 1938 vom nationalsozialistischen Regime aufgelöst wurde. Unternehmensbesitzer Oskar Czeija wurde gezwungen, sämtliche im Besitz der „Selenophon“ befindlichen Rechte zum Preis von einer Reichsmark je Patent an das Tobis-Tonbild-Syndikat, welche sich im Besitz der nationalsozialistischen Cautio Treuhand befand, zu übertragen.
Die erste Synchronisationsmöglichkeit (Dubbing) in Österreich wurde in Wien durch die Selenophon 1937 vorgestellt.

## Selenophon-Tonverfahren
Das von der Gesellschaft patentierte Selenophon-Verfahren für Tonfilme basierte auf Forschungen der Wiener Selen-Studiengesellschaft aus den 1920er Jahren und war ein Vorläufer des Magnettonverfahrens. Die Tonaufzeichnung erfolgte mittels Licht auf lichtempfindlichem Papier. Die Qualität der „U 7“ genannten Geräte war so gut, dass der Dirigent Arturo Toscanini die Salzburger Festspiele nicht auf Platte, sondern nur auf Tonbänder der Selenophon aufzeichnen ließ. Sogar die großen US-amerikanischen Rundfunkanstalten CBS und NBC arbeiteten mit Selenophon-Tonbändern.
Die Thirringsche Selenzelle wies gegenüber der Alkaliphotozelle eine höhere Empfindlichkeit in den tieferen Tonlagen auf. Dafür war die Empfindlichkeit in höheren Tonlagen bei Alkaliphotozellen höher. Vorteil des Selenophon-Tonverfahrens gegenüber den anderen Tonverfahren war, dass es mit geringerer Verstärkung auskam. So war die Tonqualität besser, da die Gefahr der Tonverzerrung, die bei zu hoher Verstärkung auftreten kann, nicht vorhanden war. Zudem konnte zur Aufzeichnung billigeres und sichereres Positivmaterial statt Negativmaterial verwendet werden, da die Tonaufzeichnung auf einem eigenen Filmstreifen erfolgte. Zur Abspielung von im Selenophon-Tonverfahren hergestellten Filmen war also ein eigenes Gerät nötig, das beide Filmbänder, Bild und Ton, synchron abspielen konnte. Dies bot wiederum den Vorteil, dynamischere Schattierungen von Sprache und Musik anwenden zu können, da auf einem eigenen Filmband für den Ton mehr Platz für die Schallaufzeichnungen war.

## Filme
Auswahl an Tonfilmen unter Verwendung des Selenophon-Verfahrens:
- 1930: In der Theateragentur
- 1930: Stürmisch die Nacht
- 1932: Die vom 17er Haus, SPÖ
- Mikrophon auf Reisen, RAVAG-Film
- 1932: Die Sklavenkönigin (1924), Sascha (nachsynchronisiert)
- 1934: Der zerbrochne Krug (Drehbuch und Regie Ernst Angel)